# Seiganto-ji
Seiganto-ji (青岸渡寺?) (Templo al cruzar la costa azul) es un templo budista, concretamente de la rama Tendai, en Nachikatsuura, ubicado en la Prefectura de Wakayama, Japón. En 2004, fue listado como Patrimonio de la Humanidad de la Unesco, bajo el nombre de «Sitios sagrados y rutas de peregrinación de los Montes Kii» (ref. 1142-09bis). Además, es la primera parada de la Peregrinación de Saigoku Kannon y un Bien Cultural Importante de Japón. Seiganto-ji es parte del complejo de templos Kumano Sanzan y es considerado uno de los pocos jingū-ji que perduran tras la división entre Shinto y Budismo realizada por el Gobierno japonés durante la Restauración Meiji.

## Historia
Durante el reinado del emperador Nintoku (313-399), según la leyenda del templo, Ragyō Shōnin, un monje de la India, llegó al lugar siguiendo el río en busca de un espacio adecuado para practicar sus austeridades. De este modo, encontró la cascada Nachi. Después de practicar shugyō, Kannon se le apareció en la base de la cascada y construyó un templo dedicado la deidad en la misma ubicación.
Los edificios del Seiganto-ji, como muchos de los templos en la ruta de peregrinación, fueron quemados por Nobunaga Oda durante las guerras civiles del siglo XVI. El Nyorindō fue reconstruido en 1587 por Toyotomi Hideyoshi, el shōgun que unificó Japón después del período Sengoku.

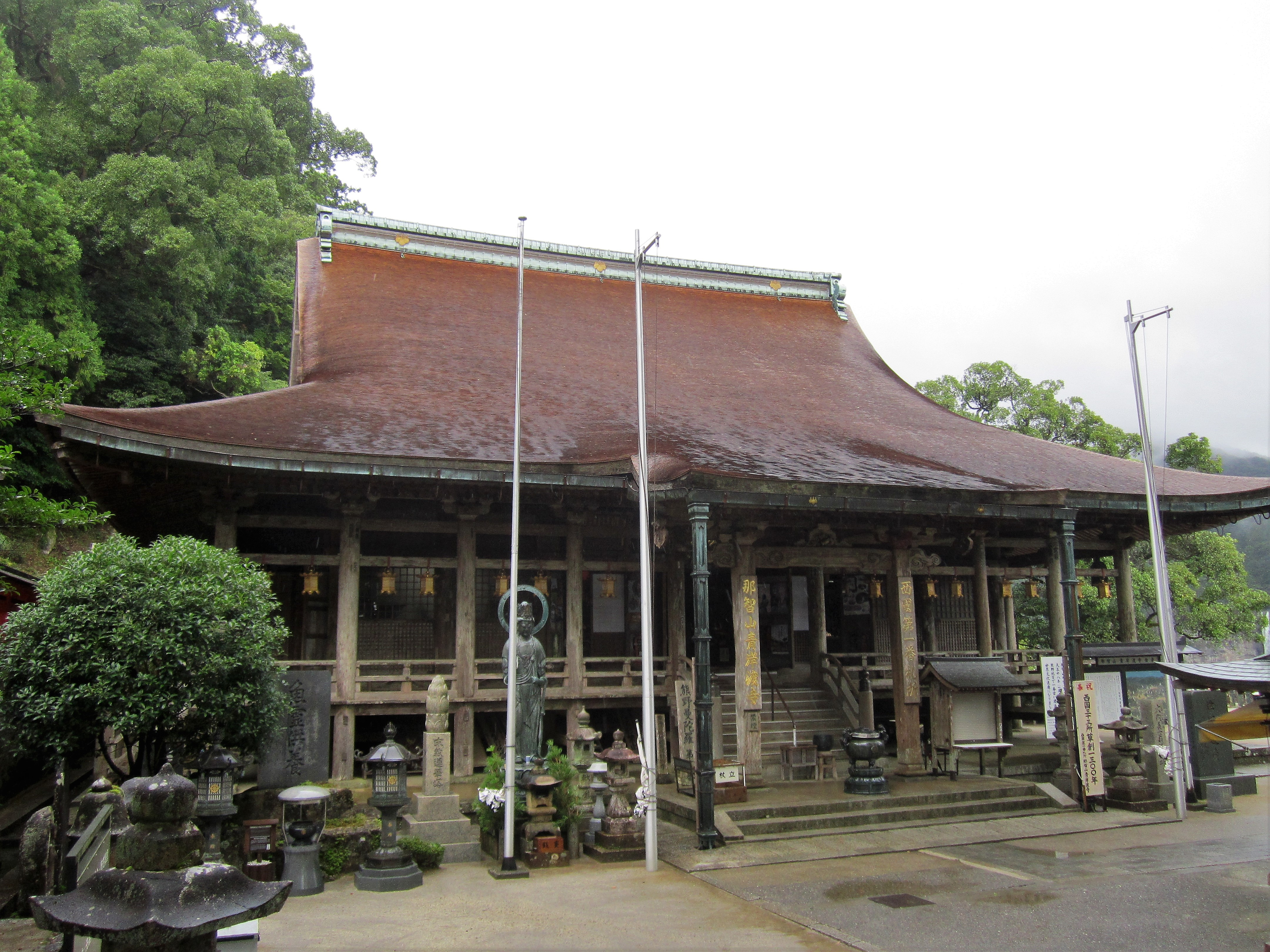
Vista del Nyorindō, el salón principal.

Cuando el gobierno restableció el poder del Emperador durante la era Meiji (1868-1912), se separaron los templos budistas y los santuarios sintoístas que durante más de mil años compartieron los mismos terrenos. Debido a esto, Seiganto-ji fue abolido formalmente y la mayoría de sus edificios fueron desmantelados, de tal modo que estuvo desierto hasta 1874. La parte que se conservó es, desde 2004, parte del Patrimonio de la Humanidad de la Unesco.
En 1918, un montículo de sutras fue excavado en la base de la cascada y se encontró que contenía artefactos arqueológicos importantes, incluyendo estatuas, espejos, accesorios de altar y cilindros de sutra. Actualmente se muestran en el Ryuho-den («salón del tesoro»), ubicado al lado de la pagoda. Estos montículos de sutra fueron creados por sacerdotes en tiempos de guerra para ocultar sus tesoros, pero también muchos objetos fueron enterrados de esta manera como resultado de la creencia de que el fin del mundo llegaría al comienzo del siglo X.